# Жилянин, Яким Александрович
Аки́м Алекса́ндрович Жиля́нин (22 августа 1903, д. Гайна Минской губернии (ныне Логойский район Минской области), Российская империя — 30 августа 1979) — белорусский партийный и государственный деятель, один из организаторов партизанского движения в Витебской области, бывший председатель Могилевского облисполкома (1949—1959).

## Биография
В 1927—1929 работал на посту председателя Гайновского сельского совета, потом председателем комитета взаимопомощи Логойского района, в 1933—1935 — председатель колхоза имени Ф. Э. Дзержинского Витебского района. С 1935 года-инструктор Витебского горкома, секретарь Витебского, Оршанского райкомов КП(б)б, секретарь отдела кадров ЦК КП(б)б, второй секретарь Могилевского обкома КП(б)б.
С началом Великой Отечественной войны был назначен Уполномоченным Эвакуационного совета при СНК СССР, с 23 апреля 1942 года второй секретарь Витебского подпольного областного комитета КП(б)б. С июня по октябрь 1944 года оставался на посту второго секретаря Витебского обкома КП(б)б, после по май 1946 года первый секретарь обкома КП(б)б образованной Полоцкой области.
С 1946 года заместитель секретаря и заведующий отделом ЦК КП(б)б.
С апреля 1949 года — председатель Исполнительного комитета Могилевского областного Совета.
В 1960 — 1966 года член Партийной комиссии при ЦК КПБ.
Член ЦК КПБ (1940—1960). Депутат Верховного Совета БССР (1938—1963), Депутат Верховного Совета СССР (1950—1954).